# Morgondagens melodi
Morgondagens melodi är en svensk film från 1942 i regi av Ragnar Frisk. I huvudrollerna ses Viveca Lindfors, Björn Berglund, Karin Swanström och Nils Lundell.

## Handling
Den unga överklassflickan Maj-Lis Wassberg (Viveca Lindfors) studerar på högskola och vantrivs i hemmet på Strandvägen. Genom studiekamraten Emmy (Barbro Lieberg) får hon höra talas om de usla arbetsförhållandena på varuhuset Vidi. Hon bestämmer sig därför för att söka arbete anonymt där för att på så sätt lära sig mer.
På varuhuset bekantar hon sig med arbetarnas vardag och avdelningschefernas översittartendenser. Hon blir också bekant med arbetarsonen Thore Almén (Björn Berglund) som hon snart förälskar sig i. Almén försöker utan framgång att bilda en fackförening på varuhuset och på grund av sitt politiska engagemang blir han avskedad. Wassberg får samtidigt reda på att fadern är direktör i den bank som äger varuhuset och pratar därför med honom om de usla arbetsförhållanden som råder där samt att Almén blivit orättvist avskedad. Samtalet banar väg för förhandlingar mellan varuhuset och personalens företrädare. Filmen avslutas med att Wassberg och Almén förlovar sig.

## Om filmen
Manuset skrevs Stig Ahlgren och musiken av Jules Sylvain. Karl-Erik Alberts var fotograf och Lennart Wallén klippare. Produktions- och distributionsbolag var Film AB Lux. Filmen spelades in på senhösten 1941 vid Centrumateljéerna och varuhuset PUB i Stockholm. Filmen hade premiär den 16 mars 1942. Den var 93 minuter lång och barntillåten. I filmen gör Karin Swanström sin sista filmroll, hon avled några månader efter premiären.

## Rollista
- Viveca Lindfors – Maj-Lis Wassberg
- Björn Berglund – Thore Almén
- Nils Lundell – herr Almén
- Karin Swanström – fru Almén
- Gun Robertson – Birgit Almén
- Ernst Eklund – bankdirektör Wassberg
- Hjördis Petterson	– fru Wassberg
- Ragnar Widestedt – varuhusets direktör
- Arthur Fischer – "Surlimpan", personalchef
- Willy Peters – Skjort-Lasse
- Åke Grönberg – föreståndare på grammofonavdelningen
- Barbro Lieberg – Emmy
- Emil Fjellström – Sundvall, portvakt
- Sven-Eric Carlsson – pojken
- Betty Bjurström – en ung dam
- Nils Jacobsson – man
- Carl Ström – man
- Saga Sjöberg – sångerska
- Håkan Bergström – Per, Maj-Lis bror
- Nils Ekman – ej identifierad roll
- Birgitta Arman – ej identifierad roll
- Siv Ericks – ej identifierad roll

### Fotnoter
1. 1 2 3 4  ”Morgondagens melodi”. Svensk Filmdatabas. http://www.sfi.se/sv/svensk-filmdatabas/Item/?itemid=3980&type=MOVIE&iv=Basic&ref=/templates/SwedishFilmSearchResult.aspx?id%3d1225%26epslanguage%3dsv%26searchword%3dmorgondagens+melodi%26type%3dMovieTitle%26match%3dBegin%26page%3d1%26prom%3dFalse. Läst 7 februari 2013.